# 拉萨罗·阿尔瓦雷斯
拉萨罗·阿尔瓦雷斯（西班牙語：Lázaro Álvarez，1991年1月28日—），古巴男子拳击运动员。他曾代表古巴参加2012年、2016年和2020年夏季奥林匹克运动会拳击比赛，获得三枚铜牌。